# Michael Sarnoski
Michael Sarnoski (Milwaukee, ...) è un regista e sceneggiatore statunitense.

## Biografia
Nato e cresciuto a Milwaukee, ha studiato arte e cinema a a Yale, dove ha cominciato a scrivere e dirigere cortometraggi. Nel 2015 ha lavorato come produttore esecutivo e montatore del documentario The Testimony, mentre nel 2021 ha scritto e diretto Pig - Il piano di Rob, per cui ha vinto il National Board of Review Award al miglior regista esordiente. Nel 2024 ha firmato la sceneggiatura e la regia di A Quiet Place - Giorno 1.

## Filmografia parziale

### Regista e sceneggiatore
- Pig - Il piano di Rob (Pig) (2021)
- A Quiet Place - Giorno 1 (A Quiet Place: Day One) (2024)